# SchücoArena

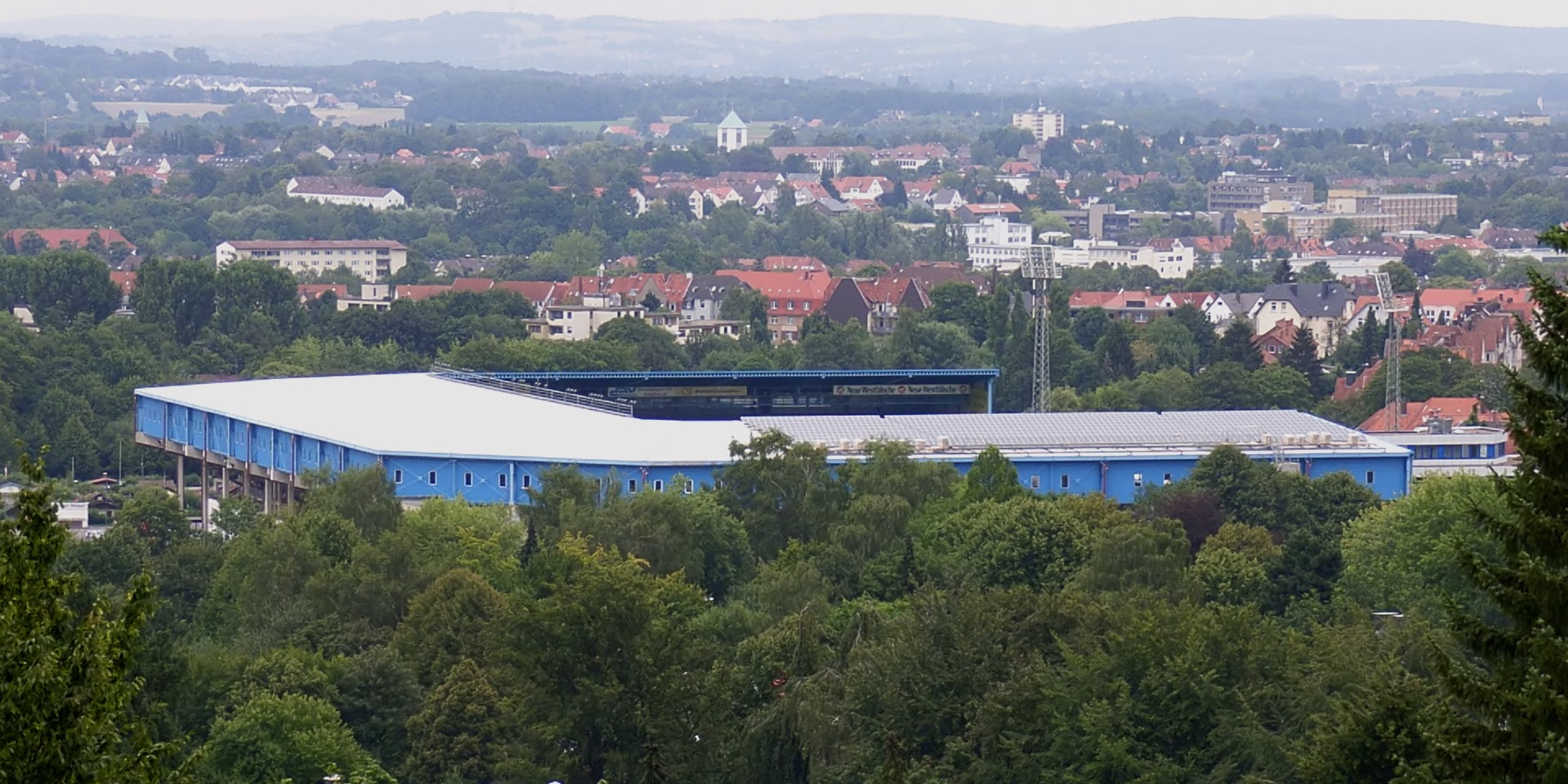
Vista del SchücoArena desde el suroeste.

El SchücoArena es un estadio de fútbol en Bielefeld, Alemania. Tiene una capacidad de 28 008 personas y pertenece al club Arminia Bielefeld.
| Predecesor: Estadio Municipal de La Florida Chile 2008 | Sede de la final de la Copa Mundial Femenina de Fútbol Sub-20 Alemania 2010 | Sucesor: Estadio Olímpico de Tokio Japón 2012 |